# Amt Usedom-Süd
Das Amt Usedom-Süd liegt im Nordosten des Landkreises Vorpommern-Greifswald in Mecklenburg-Vorpommern (Deutschland). 

## Geschichte
Das Amt bestand ab 1992 ursprünglich aus den vier Gemeinden Morgenitz, Rankwitz, Stolpe und der Stadt Usedom. Am 15. Januar 1996 änderte die Gemeinde Stolpe ihren Namen in Stolpe auf Usedom. Morgenitz wurde am 1. Januar 2005 nach Mellenthin eingemeindet. Am gleichen Tag wurde das Amt Usedom-Süd um die Gemeinden der aufgelösten Ämter Ahlbeck bis Stettiner Haff, Am Schmollensee und Insel Usedom-Mitte erweitert. Im neuen Amt Usedom-Süd sind die 15 Gemeinden Benz, Dargen, Garz, Kamminke, Korswandt, Koserow, Loddin, Mellenthin, Pudagla, Rankwitz, Stolpe auf Usedom, Ückeritz, Zempin, Zirchow sowie der Stadt Usedom (Amtssitz) zur Erledigung ihrer Verwaltungsgeschäfte zusammengeschlossen. Gleichzeitig schieden die bis dahin selbständigen Gemeinden Ahlbeck und Bansin aus dem Amt aus und bildeten seither mit der vormals amtsfreien Gemeinde Seebad Heringsdorf die amtsfreie Gemeinde Dreikaiserbäder, welche am 1. Januar 2006 in Ostseebad Heringsdorf umbenannt wurde.

## Beschreibung

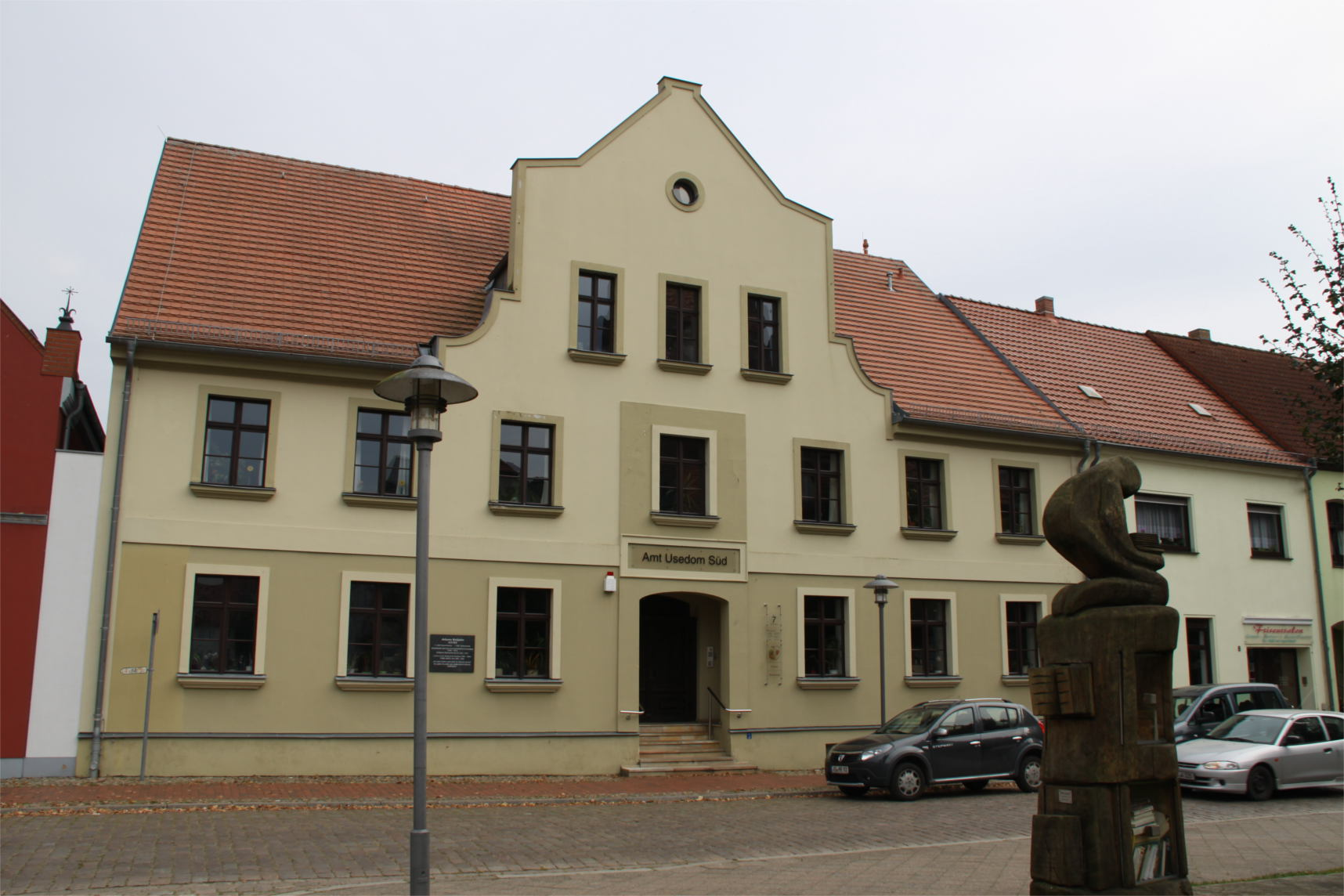
Amtsgebäude Usedom Süd, Usedom, Markt 7

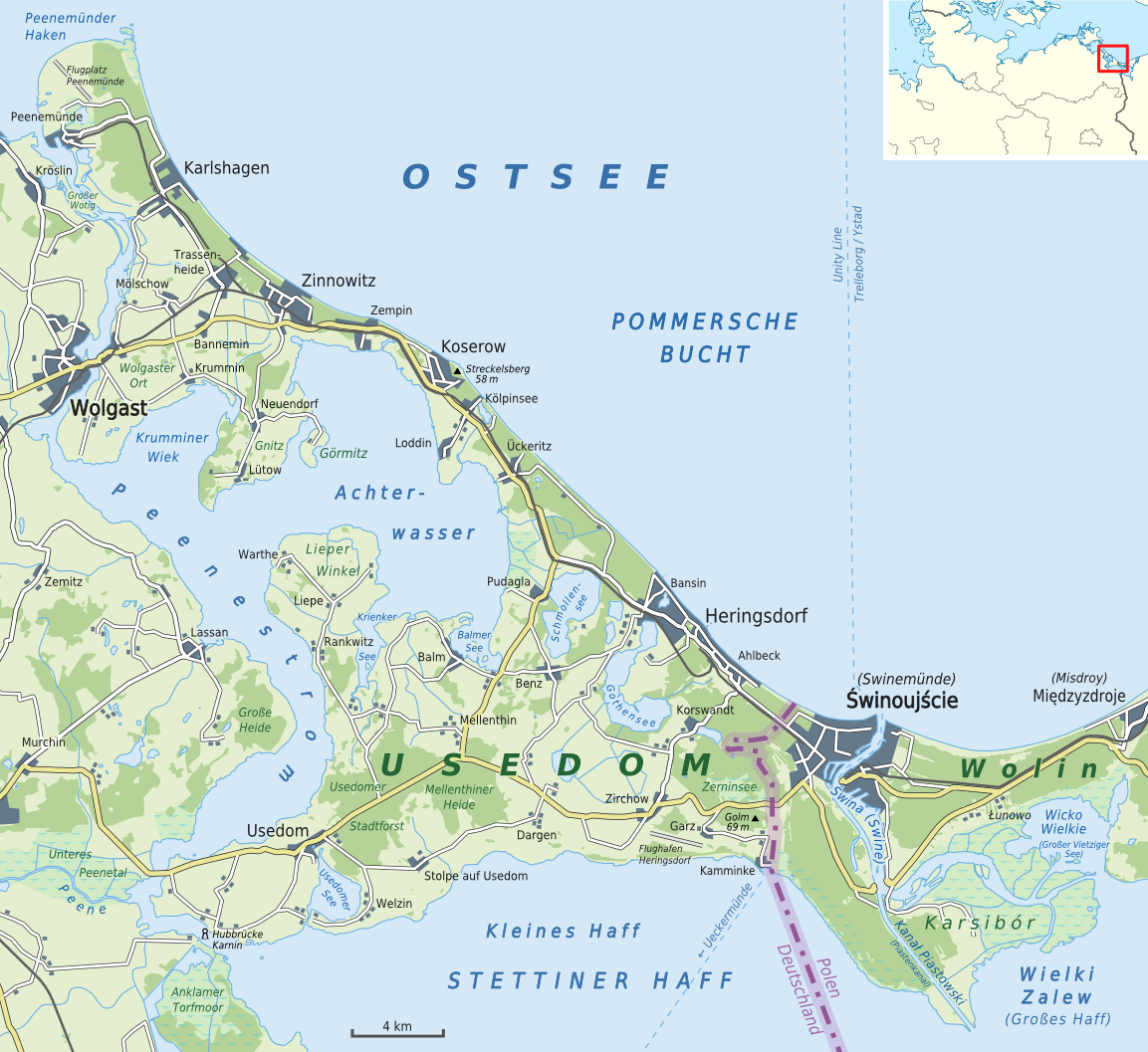

Das Amtsgebiet erstreckt sich von der Landenge Mittelusedoms bis zu einer hügeligen Endmoränenlandschaft auf dem Südteil der Insel Usedom. Es wird von der Ostsee im Norden, dem Peenestrom im Westen, dem Stettiner Haff im Süden und Polen im Osten begrenzt. Außer den umgebenden Gewässern existieren noch mehrere große Binnenseen im Amt, so zum Beispiel der Gothensee, der Schmollensee und der Wolgastsee. Der Streckelsberg bei Koserow (60 m ü. HN) und der Golm bei Kamminke (69 m ü. HN) sind neben dem Zirowberg bei Ahlbeck die höchsten Erhebungen der Insel Usedom. Das gesamte Amtsgebiet befindet sich im Naturpark Insel Usedom.
Der Tourismus an der Ostsee vor allem in den großen Seebädern spielt wirtschaftlich eine herausragende Rolle. Die Fischerei- und Landwirtschaft haben kaum noch Bedeutung, Industrie ist kaum vorhanden.
Durch das Amt Usedom-Süd führen die Bundesstraße 110 (von Anklam zur polnischen Grenze), die Bundesstraße 111 (von Wolgast zur B 110 bei Mellenthin) sowie die Bahnstrecke Ducherow–Heringsdorf–Wolgaster Fähre (im Südteil Ducherow - Swinemünde abgebaut). Im Südosten des Amtes befindet sich der Flughafen Heringsdorf.
Eine Außenstelle der Amtsverwaltung befindet sich in Koserow.

## Die Gemeinden mit ihren Ortsteilen
- Benz mit Balm, Labömitz, Neppermin, Reetzow und Stoben
- Dargen mit Bossin, Görke, Kachlin, Katschow, Neverow und Prätenow
- Garz
- Kamminke
- Korswandt mit Ulrichshorst
- Koserow
- Loddin mit Kölpinsee und Stubbenfelde
- Mellenthin mit Dewichow und Morgenitz
- Pudagla
- Rankwitz mit Grüssow, Krienke, Liepe, Quilitz, Reestow, Suckow und Warthe
- Stolpe auf Usedom mit Gummlin
- Ückeritz
- Stadt Usedom mit Gellenthin, Gneventhin, Karnin, Kölpin, Mönchow, Ostklüne, Paske, Vossberg, Welzin, Westklüne, Wilhelmsfelde, Wilhelmshof und Zecherin
- Zempin
- Zirchow mit Kutzow

## Politik

### Wappen, Flagge, Dienstsiegel
Das Amt verfügt über kein amtlich genehmigtes Hoheitszeichen, weder Wappen noch Flagge. Als Dienstsiegel wird das kleine Landessiegel mit dem Wappenbild des Landesteils Vorpommern geführt. Es zeigt einen aufgerichteten Greifen mit aufgeworfenem Schweif und der Umschrift „AMT USEDOM-SÜD * LANDKREIS VORPOMMERN-GREIFSWALD“.